# Oxilus koczkai
Oxilus koczkai är en skalbaggsart som beskrevs av Mourglia 1991. Oxilus koczkai ingår i släktet Oxilus och familjen långhorningar.
Artens utbredningsområde är Kenya. Inga underarter finns listade i Catalogue of Life.